# Palaearctonyx meadi
Il palearctonice (Palaearctonyx meadi) è un mammifero carnivoro estinto, appartenente ai miacidi. Visse nell'Eocene medio (circa 47 - 50 milioni di anni fa) e i suoi resti fossili sono stati ritrovati in Nordamerica.

## Descrizione
Questo animale doveva essere vagamente simile a una martora, sia per aspetto che per dimensioni. Era dotato di un corpo compatto e di una coda lunga e probabilmente prensile; le zampe erano corte. Palaearctonyx era fornito di una dentatura comprendente molari bassi e dotati di tubercoli. Le ossa carpali mostravano un principio di fusione, ma di forma differente rispetto a quelle di Vulpavus: lo scafoide e l'osso centrale erano fusi, ma il semilunare rimaneva indipendente. Il piede era dotato di cinque dita e presentava una simmetria parassonica, con un alluce semiopponibile. Alcune caratteristiche della dentatura, dell'omero e delle ossa carpali richiamavano quelle dei procreodi, come Arctocyon.

## Classificazione
Palaearctonyx è un rappresentante dei miacidi, un gruppo di mammiferi carnivori considerati tra i rappresentanti più arcaici dei caniformi. In particolare, sembra che Palaearctonyx fosse vicino al ben noto Vulpavus, ma possedesse alcune caratteristiche specializzate.
Palaearctonyx meadi venne descritto per la prima volta da William Diller Matthew sulla base di resti fossili ritrovati in terreni risalenti all'Eocene inferiore in Wyoming, nella zona di Twin Buttes.

## Paleoecologia
Alcune caratteristiche dello scheletro (come la coda prensile e i piedi dotati di un alluce semiopponibile) indicano che Palaearctonyx fosse un buon arrampicatore e probabilmente passava gran parte del tempo sugli alberi. Data la dentatura con molari bassi e tubercolati, si presume che Palaearctonyx fosse un onnivoro.